# Jardines de Cecilio Rodríguez

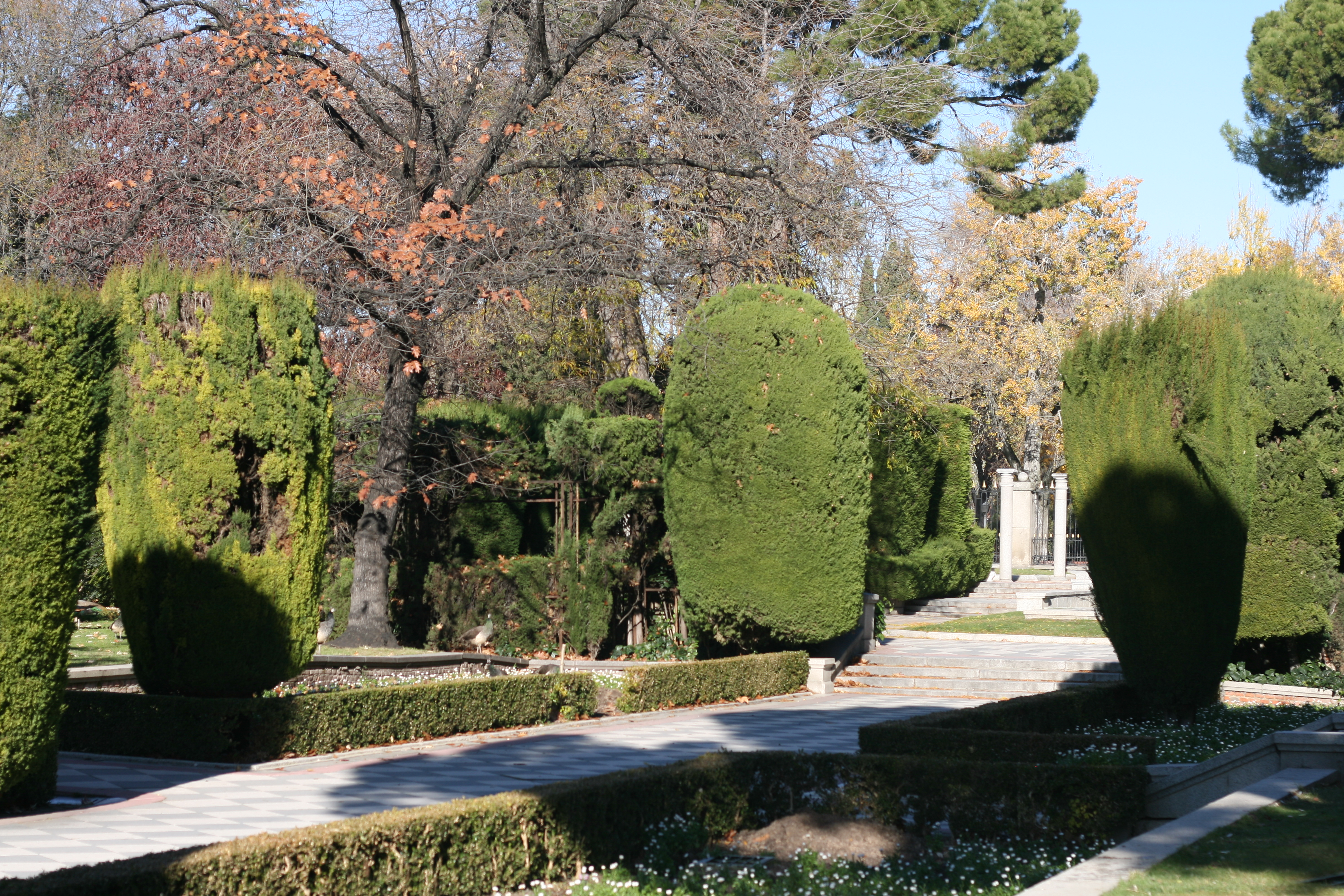
Rincón de los jardines

Los Jardines de Cecilio Rodríguez son unos jardines ubicados en la zona sureste del Parque del Retiro de Madrid, cercanos a la calle Menéndez y Pelayo y a la altura del Hospital Infantil Universitario Niño Jesús. Reciben su nombre en honor a Cecilio Rodríguez, antiguo jardinero mayor del parque y que los diseñó hacia 1940. Están integrados dentro del Paisaje de la Luz, un paisaje cultural declarado Patrimonio de la Humanidad el 25 de julio de 2021.

## Descripción
La puerta de Granada del Retiro es la más cercana a los jardines. Se trata de un jardín cerrado con horario de apertura limitado y, antes de visitarse, los horarios de apertura deben consultarse a través del Ayuntamiento de Madrid, su propietario. En su interior hay también un pabellón que no es visitable en la actualidad.
Los jardines son de estilo clasicista con aires andaluces. Constituyen un subrecinto del Retiro con su propia idiosincrasia y una gran variedad de elementos ornamentales y vegetales. Estos últimos en el otoño alcanzan su máxima variedad cromática. Junto a la entrada norte se ubica la figura de una Venus romana y la Fuente de las Gaviotas, regalo de la embajada de Noruega a los madrileños en 1962.
Destaca también el busto de su diseñador, Cecilio Rodríguez, en reconocimiento a su labor como jardinero que comenzó con apenas 8 años y continuó hasta su fallecimiento a los 88 años. Otro elemento característico de los jardines son los vistosos pavos reales que suelen ocupar el recinto y que con frecuencia se ven también en los alrededores del recinto. 